# Half Alive
Half Alive, en ocasiones estilizado como half•alive o h•a, es una banda estadounidense de música indie proveniente de la ciudad de Long Beach, California, Estados Unidos, formada en 2016. La banda está compuesta por Josh Tylor (voz), Brett Kramer (batería) y J. Tyler Johnson (bajo). El trío musical adquirió cierto reconocimiento internacional con la publicación de su sencillo «Still Feel» y su vídeo musical coreografiado. Su primer EP, titulado 3, fue lanzado en 2017, mientras que su álbum de estudio debut, Now, Not Yet, fue publicado el 9 de agosto de 2019.
El estilo musical de la banda ha sido descrito como indie pop, pop, rock alternativo, dance pop, rock electrónico y electropop, incorporando además elementos de R&B, funk y soul. La banda ha explicado que les gusta experimentar con multitud de géneros, así como con sonidos de los años 60 y 70, así como de la música contemporánea. Han citado el cine y la psicología, específicamente los conceptos junguianos y freudianos de los que deriva el nombre de la banda, como algunas de sus influencias, además del trabajo de Sufjan Stevens, Vulfpeck, Christine and the Queens, Kimbra, Emily King, Chance the Rapper, Tyler, the Creator y Twenty One Pilots, agregando ciertos temas como la ansiedad y la religión en sus canciones. Taylor, en una entrevista para la revista NBHAP, afirmó que mientras escribe canciones, su objetivo es alcanzar el "punto óptimo" entre letras "abstractas" e "identificables" para permitir que los oyentes las interpreten a su manera.

## Discografía

### Álbumes

#### Álbumes de estudio
| Título                        | Detalles                                                                                        | Posiciones en las listas musicales | Posiciones en las listas musicales |
| Título                        | Detalles                                                                                        | US Alt.                            | US Rock                            |
| ----------------------------- | ----------------------------------------------------------------------------------------------- | ---------------------------------- | ---------------------------------- |
| Now, Not Yet                  | - Publicación: 9 de agosto de 2019 - Discográfica: RCA - Formatos: Descarga digital, LP, CD, CS | 15                                 | 46                                 |
| Give Me Your Shoulders, Pt. 1 | - Publicación: 11 de febrero de 2022 - Discográfica: RCA - Formato: Descarga digital            | —                                  | —                                  |

#### Álbumes recopilatorios
| Título | Detalles                                                             |
| ------ | -------------------------------------------------------------------- |
| *7     | - Publicación: 17 de mayo de 2019 - Discográfica: RCA - Formato: 12" |

### EPs
| Título         | Detalles                                                                                       |
| -------------- | ---------------------------------------------------------------------------------------------- |
| 3              | - Publicación: 24 de abril de 2017 - Discográfica: Autopublicación - Formato: Descarga digital |
| In Florescence | - Publicación: 1 de mayo de 2020 - Discográfica: RCA - Formato: Descarga digital               |

### Sencillos
| Título            | Año  | Posiciones en las listas musicales | Posiciones en las listas musicales | Certificaciones | Álbum                         |
| Título            | Año  | US Alt.                            | US Rock                            | Certificaciones | Álbum                         |
| ----------------- | ---- | ---------------------------------- | ---------------------------------- | --------------- | ----------------------------- |
| «The Fall»        | 2017 | —                                  | —                                  |                 | 3                             |
| «Aawake at Night» | 2017 | —                                  | —                                  |                 | 3                             |
| «Still Feel»      | 2018 | 7                                  | 21                                 | - RIAA: Oro     | Now, Not Yet                  |
| «Arrow»           | 2019 | —                                  | —                                  |                 | Now, Not Yet                  |
| «Runaway»         | 2019 | 29                                 | —                                  |                 | Now, Not Yet                  |
| «Pure Gold»       | 2019 | —                                  | —                                  |                 | Now, Not Yet                  |
| «OK OK?»          | 2019 | —                                  | —                                  |                 | Now, Not Yet                  |
| «Breakfast»       | 2019 | —                                  | —                                  |                 | Now, Not Yet                  |
| «What's Wrong»    | 2021 | 26                                 | —                                  |                 | Give Me Your Shoulders, Pt. 1 |
| «Time 2»          | 2021 | —                                  | —                                  |                 | TBA                           |
| «Summerland»      | 2021 | —                                  | —                                  |                 | Give Me Your Shoulders, Pt. 1 |
| «Make of It»      | 2021 | —                                  | —                                  |                 | Give Me Your Shoulders, Pt. 1 |
| «Hot Tea»         | 2021 | —                                  | —                                  |                 | Give Me Your Shoulders, Pt. 1 |